# Tadeusz A. Zieliński
Tadeusz Andrzej Zieliński (ur. 22 maja 1931 w Warszawie, zm. 25 lutego 2012 tamże) – polski muzykolog, krytyk muzyczny, autor książek o muzyce XIX i XX wieku.

## Życiorys
Studia muzykologiczne na Uniwersytecie Warszawskim ukończył w 1957 roku. W latach 1957–1960 pracował w redakcji muzycznej Polskiego Radia. Przez ponad trzy dekady był członkiem redakcji „Ruchu Muzycznego”.
Autor szeregu studiów i monografii o muzyce i kompozytorach XIX i XX wieku, m.in. o Fryderyku Chopinie, Piotrze Czajkowskim, Beli Bartóku, Karolu Szymanowskim, Sergiuszu Prokofiewie, Aleksandrze Tansmanie, Witoldzie Lutosławskim, Romanie Maciejewskim, Kazimierzu Serockim, Tadeuszu Bairdzie, Krzysztofie Pendereckim.
Cieszył się opinią jednego z najbardziej popularnych autorów piszących o muzyce. Jego książki tłumaczono na język niemiecki i francuski, były wydawane w Niemczech, Szwajcarii, Francji. W 1996 roku w Paryżu za książkę o Chopinie otrzymał Nagrodę „Le Prix des Muses” przyznawaną przez francuskich krytyków muzycznych.
W 2002 roku został laureatem Dorocznej Nagrody Związku Kompozytorów Polskich. W 2006 roku otrzymał Doroczną Nagrodę Ministra Kultury i Dziedzictwa Narodowego.

## Publikacje
- Ostatnie symfonie Czajkowskiego, Kraków 1955.
- Koncerty Prokofiewa, Kraków 1959.
- Tadeusz Baird, Kraków 1966.
- Bartók, Kraków 1968.
- Bartók, Zürich 1973.
- Style, kierunki i twórcy muzyki XX wieku, Warszawa 1973.
- Spotkania z muzyką współczesną. Artykuły, Kraków 1975.
- Klasyk polskiej muzyki współczesnej, „Ruch Muzyczny” 1977, nr 13, s. 3–4.
- Style, kierunki i twórcy muzyki XX wieku, wydanie drugie poprawione i uzupełnione, Warszawa 1980.
- Problemy harmoniki nowoczesnej, Kraków 1983.
- O twórczości Kazimierza Serockiego, Kraków 1985.
- Bartók. Leben, Werk, Klangwelt, München 1989.
- Chopin. Życie i droga twórcza, Kraków 1993.
- Frédéric Chopin, Paris 1995.
- Szymanowski. Liryka i ekstaza, Kraków 1997.
- Czas choroby. Uwagi o kondycji muzyki współczesnej, „Ruch Muzyczny” 1997, nr 14, s. 6–9, nr 15, s. 8–10, nr 16, s. 11–14, nr 17, s. 11–14.
- Manowce i pułapki wpływologii, „Ruch Muzyczny” 1997, nr 22, s. 8–11.
- Chopin. Sein Leben, sein Werk, seine Zeit, Bergisch Gladbach 1999.
- Romantyzm Pendereckiego, „Ruch Muzyczny” 2003, nr 24, s. 8–11.
- Dramat instrumentalny Pendereckiego, Kraków 2003.
- O politycznym lustrowaniu muzyki, „Ruch Muzyczny” 2006, nr 6, s. 8–9.
- Mazurki Romana Maciejewskiego, „Ruch Muzyczny” 2007, nr 25, s. 37–40.
- Chopin. Sein Leben, sein Werk, seine Zeit, Mainz 2008.
- Podstawy harmoniki nowoczesnej, Kraków 2009.
- Bartók. Leben und Werk, Mainz 2011.
- Witold Lutosławski. Przewodnik po arcydziełach, Warszawa 2011 (wraz z Barbarą Smoleńską-Zielińską).